# Karim El Ahmadi
Karim El Ahmadi Arrousi (ur. 27 stycznia 1985 w Enschede) – marokański piłkarz urodzony w Holandii, występuje najczęściej na pozycji defensywnego pomocnika. Jest wychowankiem klubu UDI Enschede. Następnie trafił do FC Twente, gdzie w zespole seniorów grał przez 5 lat. 16 kwietnia 2008 oficjalnie podpisał 5-letni kontrakt z Feyenoordem, kwota transferu wyniosła 5 milionów euro. El Ahmadi ma za sobą występy w młodzieżowych reprezentacjach Holandii, jednak na Mistrzostwach Świata U-20 w 2005 reprezentował barwy Maroka.

## Życie prywatne
El Ahmadi urodził się w Enschede (prowincja Overijssel). Jest muzułmaninem, surowo przestrzegającym zasad religijnych, takich jak Ramadan.

## Kariera klubowa

### Twente
Karim El Ahmadi rozpoczynał karierę w młodzieżowym zespole UDI Enschede, skąd w wieku 9 lat trafił do FC Twente.
W sezonie 2003/2004 Marokańczyk trafił do kadry pierwszego zespołu, natomiast jego debiut miał miejsce 21 marca 2004 w przegranym 0:2 spotkaniu z Utrechtem. Tydzień później – 28 marca – wystąpił jako gracz pierwszego składu w meczu przeciwko FC Groningen grając do 64. minuty. Duża rotacja w składzie spowodowała, że Marokańczyk występujący nominalnie na pozycji pomocnika, w spotkaniu z RBC Roosendaal wystąpił na prawej stronie obrony. Gdy do zdrowia powrócili zawodnicy podstawowego składu: Simon Cziommer i Rahim Ouédraogo, El Ahmadi stracił miejsce w składzie i w spotkaniach przeciwko Willem II, Rodzie JC oraz RKC Waalwijk wchodził na boisko z ławki rezerwowych w drugich połowach spotkań. W pojedynku z RKC zaliczył asystę przy golu Kima Christensena.
Sezon 2004/2005 El Ahmadi rozpoczął jako zawodnik rezerwowy, jednak porażki FC Twente w 2 pierwszych meczach spowodowały to, iż trener Rini Coolen dał młodemu zawodnikowi szansę gry od pierwszej minuty w potyczce z SC Heerenveen. W kolejnym spotkaniu z Feyenoordem Marokańczyk również wystąpił od pierwszej minuty, po czym znów powrócił na ławkę rezerwowych. Na kolejny występ w podstawowej jedenastce czekał do 10 listopada 2004, kiedy to wystąpił w trzeciej rundzie rozgrywek Pucharu Holandii przeciwko NEC Nijmegen, a trzy dni później w meczu z tym samym klubem zdobył premierowego gola w Eredivisie, ustalając w 88 minucie wynik spotkania na 2:0. Do końca sezonu zawodnik wystąpił jeszcze w 16 spotkaniach ligowych, grając głównie na pozycji skrzydłowego. Przed kolejnym sezonem do Enschede sprowadzeni zostali Kennedy Bakircioglü oraz Patrick Gerritsen i tym samym szanse na regularne występy Marokańczyka zmalały. Dodatkowo dobra postawa obydwu piłkarzy spowodowała, że El Ahmadi pojawił się na boiskach Eredivisie 8 razy, w żadnym z tych spotkań nie zdobywając gola. Początek sezonu 2006/2007 również wskazywał na to, że wychowanek UDI Enschede będzie zawodnikiem rezerwowym, dodatkowo Marokańczyk na samym początku sezonu doznał kontuzji kolana. Po powrocie do zdrowia znów był zawodnikiem rezerwowym, lecz 12 listopada 2006, kontuzji w spotkaniu z FC Groningen doznał podstawowy zawodnik Wout Brama, a w jego miejsce wszedł na boisko El Ahmadi. Po tym meczu Marokańczyk wywalczył miejsce w składzie i występował na prawej stronie pomocy, a miejsca w podstawowej jedenastce Twente nie odebrał Marokańczykowi nawet powracający do zdrowia Brama. W tymże sezonie El Ahmadi nie opuścił żadnego ze spotkań ligowych, począwszy od 13 listopada 2006 do 29 kwietnia 2007, strzelając w tym czasie 2 bramki w spotkaniach z Excelsiorem oraz Heraclesem Almelo. Klub z Enschede zajął w końcowej tabeli Eredivisie 4. miejsce, kwalifikując się tym samym do rozgrywek Pucharu UEFA. Przed kolejnym sezonem z Twente odeszli Kennedy Bakircioglü oraz Sharbel Touma, a problemy ze zdrowiem wykluczały z gry Patricka Gerritsena, w związku z czym El Ahmadi uzyskał na stałe miejsce w pierwszym składzie. W ciągu całego sezonu 2007/2008 El Ahmadi, występując głównie na pozycji obrońcy, rozegrał 33 spotkania w lidze, opuszczając tylko jedno – z NAC Bredą. 16 kwietnia 2008 El Ahmadi podpisał kontrakt z Feyenoordem.

### Feyenoord
El Ahmadi z powodu kontuzji pachwiny długo czekał na debiut w Feyenoordzie, bowiem uraz uniemożliwiał mu udział w normalnych treningach. W barwach pierwszego zespołu zadebiutował dopiero 5 października 2008 w przegranym 0:2 spotkaniu przeciwko NEC Nijmegen, przebywając na boisku do 58 minuty Od tego spotkania El Ahmadi zaczął regularnie występować w pierwszym składzie zespołu, a swoją grą wzbudził zainteresowanie HSV Hamburg. 3 kwietnia 2009 podczas meczu reprezentacji Maroka z Angolą piłkarz doznał kontuzji, która wyeliminowała go z gry na ponad miesiąc. Do składu powrócił 10 maja, kiedy to wystąpił w meczu z Rodą Kerkrade, wchodząc na boisko w 58 minucie spotkania. W całym sezonie wychowanek UDI Enschede wystąpił w 22 spotkaniach, zdobywając 2 gole w spotkaniach z Utrechtem i De Graafschap. Po zakończeniu sezonu zainteresowanie Marokańczykiem wyraziło PSV Eindhoven, lecz nie została złożona żadna oficjalna oferta. Na początku sezonu 2009/2010 trener Mario Been zaczął wystawiać El Ahmadiego na środku pomocy, wraz z młodymi Holendrami: Leroyem Ferem i Jonathanem de Guzmanem. Na tej pozycji Marokańczyk wystąpił w 26 spotkaniach ligowych nie strzelając żadnej bramki, a 12 kwietnia 2010 po meczu z PSV Eindhoven znalazł się w jedenastce 31. kolejki. W rozgrywkach Pucharu Holandii Feyenoord dotarł do finału, w którym przegrał z Ajaksem Amsterdam, sam El Ahmadi wystąpił w 5 spotkaniach. Po zakończeniu sezonu Marokańczykiem po raz kolejny w czasie jego pobytu w Rotterdamie zainteresował się niemiecki klub, tym razem było to FC Schalke 04.

### Statystyki
11 maja 2014.
| Klub               | Sezon     | Liga    | Liga | Puchar krajowy | Puchar krajowy | Europejskie Puchary | Europejskie Puchary | Łącznie | Łącznie |
| Klub               | Sezon     | Występy | Gole | Występy        | Gole           | Występy             | Gole                | Występy | Gole    |
| ------------------ | --------- | ------- | ---- | -------------- | -------------- | ------------------- | ------------------- | ------- | ------- |
| FC Twente          | 2003/2004 | 7       | 0    | 0              | 0              | 0                   | 0                   | 7       | 0       |
| FC Twente          | 2004/2005 | 19      | 1    | 2              | 0              | 0                   | 0                   | 21      | 1       |
| FC Twente          | 2005/2006 | 8       | 0    | 1              | 0              | 0                   | 0                   | 9       | 0       |
| FC Twente          | 2006/2007 | 22      | 2    | 2              | 0              | 2                   | 0                   | 26      | 2       |
| FC Twente          | 2007/2008 | 33      | 0    | 1              | 0              | 2                   | 0                   | 36      | 0       |
| Feyenoord          | 2008/2009 | 22      | 2    | 5              | 0              | 5                   | 0                   | 32      | 2       |
| Feyenoord          | 2009/2010 | 26      | 0    | 4              | 2              | 0                   | 0                   | 30      | 0       |
| Feyenoord          | 2010/2011 | 15      | 0    | 0              | 0              | 0                   | 0                   | 15      | 0       |
| Al-Ahli Dubaj      | 2010/2011 | 10      | 1    | 0              | 0              | bd                  | bd                  | 10      | 1       |
| Feyenoord          | 2011/2012 | 31      | 2    | 2              | 1              | 0                   | 0                   | 33      | 3       |
| Aston Villa        | 2012/2013 | 20      | 1    | 0              | 0              | 0                   | 0                   | 20      | 1       |
| Aston Villa        | 2013/2014 | 30      | 2    | 2              | 0              | 0                   | 0                   | 32      | 2       |
| Łącznie w karierze |           | 243     | 12   | 20             | 3              | 9                   | 0                   | 270     | 12      |

## Kariera reprezentacyjna

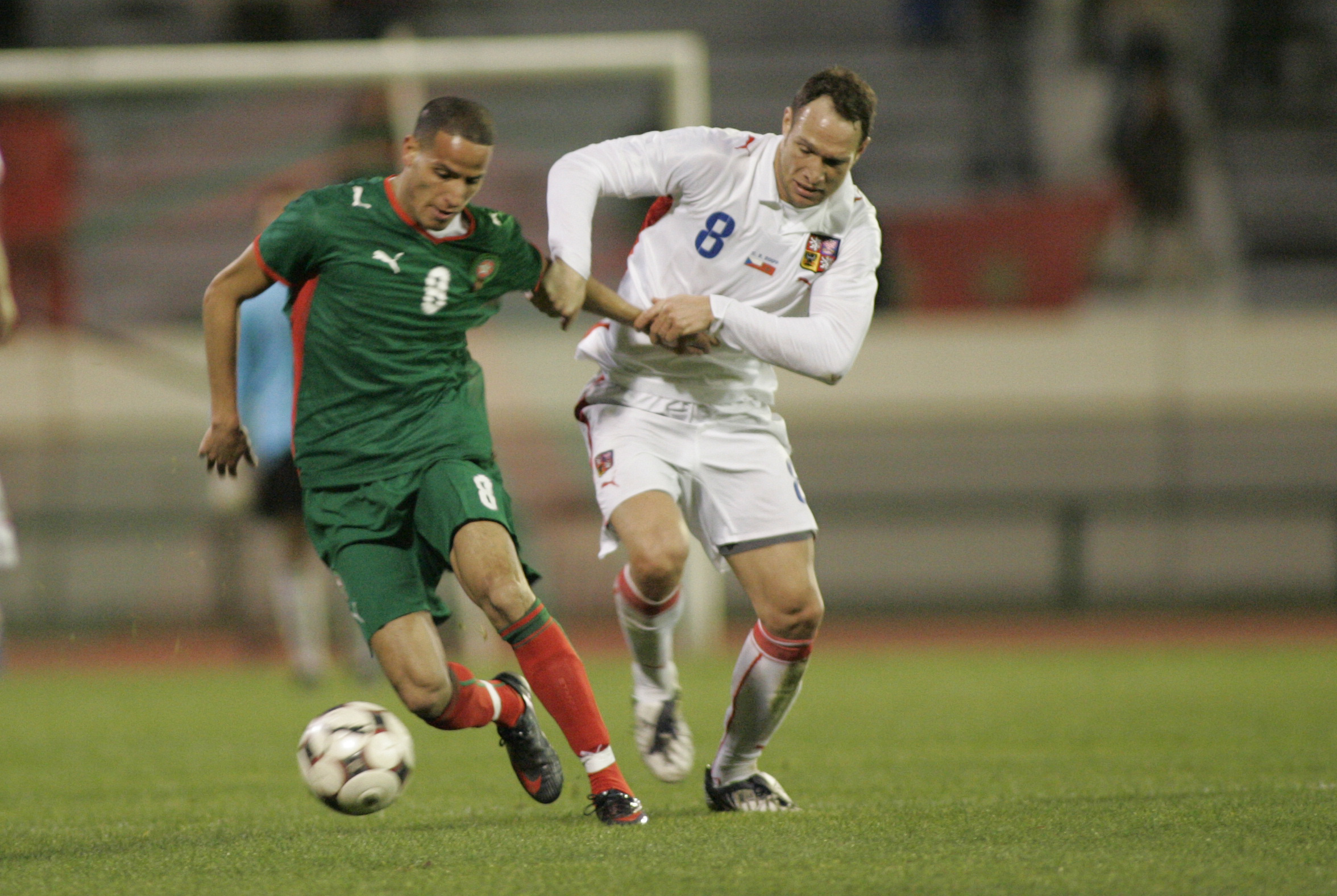
El Ahmadi walczy o piłkę z Janem Polakiem podczas meczu reprezentacji Maroka z Czechami

El Ahmadi ma marokańskie korzenie, lecz w początkowej fazie kariery juniorskiej reprezentował Holandię. Podjął jednak decyzję o grze dla Maroka i na Mistrzostwach Świata U-20 w 2005 wystąpił we wszystkich 5 meczach tamtejszej reprezentacji, która zajęła na turnieju 4. miejsce.
W seniorskiej reprezentacji Maroka El Ahmadi oficjalnie zadebiutował 7 czerwca 2009 w meczu eliminacji do Mistrzostw Świata 2010 przeciwko Kamerunowi, a 12 sierpnia 2009 w spotkaniu z Kongo zdobył swojego pierwszego reprezentacyjnego gola. Ponadto podczas tych eliminacji El Ahmadi pojawił się na boisku 4 razy. W spotkaniach z Kamerunem i Togo wychodził na boisko w podstawowym składzie, natomiast w meczu przeciwko Gabonowi pojawił się na boisku w 82 minucie, a reprezentacja El Ahmadiego zajęła w swojej grupie ostatnie miejsce i nie zakwalifikowała się do Mistrzostw Świata 2010. 3 sierpnia 2010 piłkarz Feyenoordu znalazł się po raz pierwszy od 14 listopada w kadrze reprezentacji. Szkoleniowiec Eric Gerets powołał Marokańczyka na towarzyskie spotkanie z Gwineą.

## Statystyki reprezentacyjne
| Reprezentacja | Sezon |         |      |
| Reprezentacja | Sezon | Występy | Gole |
| ------------- | ----- | ------- | ---- |
| Maroko        |       |         |      |
| 2008          | 1     | 0       |      |
| 2009          | 7     | 1       |      |
| 2010          | 4     | 0       |      |
| 2011          | 1     | 0       |      |
| 2012          | 4     | 0       |      |
| 2013          | 2     | 0       |      |